# Dianki
Dianki est un village du Sénégal situé en Basse-Casamance. Il fait partie de la communauté rurale de Kartiack, dans l'arrondissement de Tendouck, le département de Bignona et la région de Ziguinchor.
Lors du dernier recensement (2002), le village comptait 2 958 habitants et 362 ménages.